# Dražen Ladić
Dražen Ladić (1 de enero de 1963) es un exfutbolista croata. Jugaba de portero y actualmente entrena a la selección sub-21 de Croacia. Fue 59 veces internacional con la Selección nacional de Croacia., 

## Clubes
| Club                | País                 | Año       |
| ------------------- | -------------------- | --------- |
| NK Varteks Varaždin | Croacia              | 1980-1984 |
| Dinamo de Zagreb    | Croacia              | 1984      |
| NK Iskra Bugojno    | Bosnia y Herzegovina | 1984-1986 |
| Dinamo de Zagreb    | Croacia              | 1986-2000 |